# Gannett Company
Gannett Co., Inc. (/ɡəˈnɛt/) este o companie americană de mass media cu sediul în New York City. Este cea mai mare editură americană de ziare de știri măsurată după circulația zilnică totală.
Ea deține ziarul național de știri USA Today, și de asemenea mai multe ziare locale de știri, inclusiv Austin American-Statesman; Detroit Free Press; The Indianapolis Star; The Cincinnati Enquirer; The Columbus Dispatch; The Florida Times-Union în Jacksonville, Florida; The Tallahassee Democrat în Tallahassee, Florida; The Tennessean în Nashville, Tennessee; The Daily News Journal, în Murfreesboro, Tennessee; The Courier-Journal în Louisville, Kentucky; Democrat and Chronicle în Rochester, New York; The Des Moines Register; El Paso Times; The Arizona Republic în Phoenix, Arizona; The News-Press în Fort Myers, Florida; Milwaukee Journal Sentinel; Argus Leader, Pueblo Chieftain și Great Falls Tribune.
În 2015, Gannett s-a împărțit în două companii cotate la bursă, una concentrându-se pe publicație și ziare de știri și alta pe radioteleviziune. Compania de radioteleviziune a luat numele Tegna, și deține 68 de stații de televiziune. Compania de ziare de știri a luat numele Gannett. Împărțirea a fost structurată astfel încât Tegna este successorul legal al vechiului Gannett, iar noul Gannett este o desprindere.
În noiembrie 2019, New Media Investment Group a achiziționat și a fuzionat filiala sa GateHouse Media în Gannett, creând cea mai mare editură de ziare de știri în Statele Unite, care a adoptat numele Gannett. Mike Reed a fost numit director general.

## Vezi și
- USA Today